# Кевлар

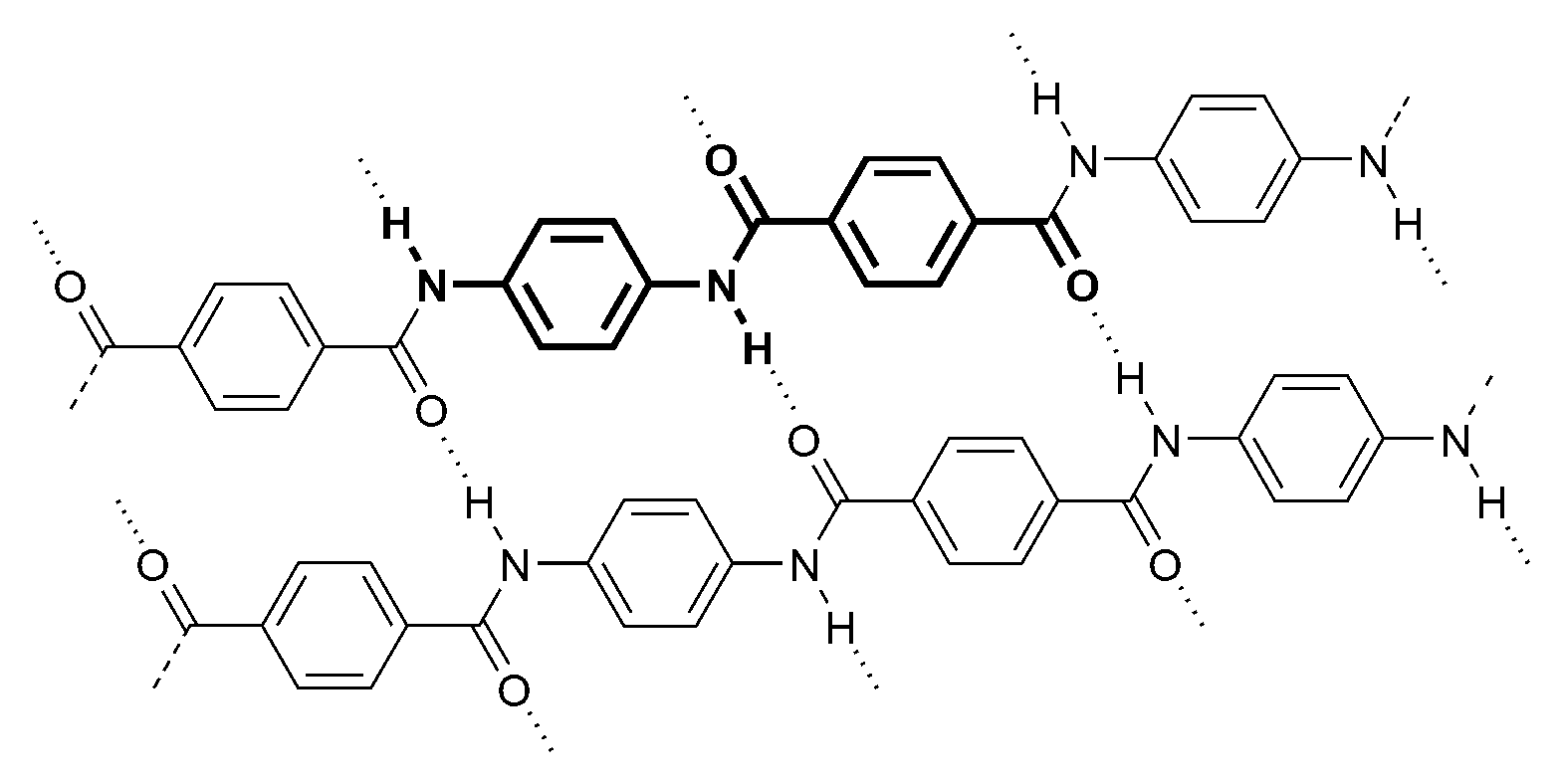
Структура кевлару. Високий ступінь впорядкованості полімеру і міцність забезпечуються міжмолекулярними водневими зв'язками.

Кевла́р (англ. Kevlar®) — торгова назва араміду (поліпарафенілен-терефталаміду), синтетичного волокна, що має високу міцність (у п'ять разів міцніше від сталі, границя міцності σв = 3620 МПа). Вперше кевлар було отримано групою Стефані Кволек у 1964 в американській компанії DuPont, технологію виробництва розробила ця ж компанія 1965 року, з початку 1970-x років розпочато його комерційне застосування.

## Застосування
Спочатку матеріал розроблявся для армування автомобільних шин, для цього він використовується і тепер. Крім того, кевлар використовують як армуюче волокно в композитних матеріалах, які виходять міцними і легкими.
Кевлар використовується для армування мідних і волоконно-оптичних кабелів (нитка по всій довжині кабелю, що запобігає розтягненню і розриву кабелю), в дифузорі акустичних динаміків і в протезно-ортопедичній промисловості для збільшення зносостійкості частин вуглепластикових стоп.
Кевларове волокно також використовується як армуючий компонент в змішаних тканинах, що додає виробам стійкість до абразивних і ріжучих впливів. З таких тканин виготовляються, зокрема, захисні рукавички і захисні вставки в спортивний одяг (для мотоспорту, сноубордингу тощо).

### Використання в бронежилетах
Механічні властивості матеріалу роблять його придатним для виготовлення куленепробивних жилетів. Це одне з найвідоміших застосувань кевлару. Одним з перших застосувань подібних захисних якостей пресованої тканини було використано у підрозділах катафрактаріїв армії Візантії.
В 1970-ті роки одним з найзначніших досягнень у розробці бронежилетів став винахід компанією Дюпон армуючого волокна з кевлару. Спочатку волокно було призначене для заміни сталевої арматури в автомобільних покришках. Розробка бронежилета з кевлару Національним інститутом правосуддя (National Institute of Justice) відбувалася протягом кількох років у чотири етапи. На першому етапі тестувалося волокно з кевлару, щоб визначити, чи здатне воно зупинити кулю. Другий етап полягав у визначенні кількості шарів матеріалу, необхідного для запобігання пробиття кулями різного калібру і різної швидкості, і розробка прототипу жилета, здатного захищати працівників від найпоширеніших загроз: куль калібру .38 Special і .22 Long Rifle. 1973 року був розроблений жилет з семи шарів волокна з кевлару для польових випробувань. Було встановлено, що при намоканні захисні властивості кевлару гіршали. Здатність захищати від куль також зменшувалася після дії ультрафіолету, у тому числі сонячного світла. Хімчистка і відбілювачі також негативно позначалися на захисній властивості тканини, також як і неодноразові прання. Щоб обійти ці проблеми, був розроблений водостійкий жилет, що має покриття з тканини для запобігання дії сонячних променів та інших факторів, що впливають негативно.

## Температурні властивості
Кевлар зберігає міцність і пружність при низьких температурах, аж до кріогенних (-196 °C). Щобільше, при низьких температурах він навіть стає трохи міцнішим.
При нагріванні кевлар не плавиться, а розкладається при порівняно високих температурах (430—480 °C). Температура розкладу залежить від швидкості нагрівання і тривалості впливу температури. При підвищених температурах (більш 150 °C) міцність кевлару зменшується з часом. Наприклад, при температурі 160 °C міцність зменшується на 10-20 % після 500 годин. При 250 °C кевлар втрачає 50 % своєї міцності за 70 годин.

## Хімічні властивості
Кевлар розчиняється в сульфатній кислоті з утворенням рідкокристалічного розчину.